# 원수를 사랑하라
원수를 사랑하라는 마태복음 5장 산상수훈에 나오는 부분이다. 이것은 네 이웃을 네몸처럼 사랑하는 명령은 "네 원수를 미워하라"와 대조적인 것이다.  예수께서는 너의 원수를 미워하라는 견해를 거부하는 것이다. 이는 이전까지는 눈에는 눈, 이에는 이와 같이 잘못을 한 만큼 갚아주는 것이 일반적이었으나, 예수께서 죄인들을 십자가로 대속하기 위해 오신 후로 율법의 시대가 가고 용서와 은혜의 시대가 시작되었음을 반영한다.
또 네 이웃을 사랑하고 네 원수를 미워하라 하였다는 것을 너희가 들었으나.— 마태복음 5장 43절

나는 너희에게 이르노니 너희 원수를 사랑하며 너희를 박해하는 자를 위하여 기도하라— 마태복음 5장 44절

"그래야 너희가 하늘에 계신 너희 아버지의 자녀가 될 수 있다"는 부분이 더 있다. 같이 보면 사람으로서는 그렇게 할 수 없고 하나님으로서는 가능하다는 구절과 연결된다.

## 같이 보기
- 기독교 평화주의
- 톨스토이 운동